# Wäscheleine

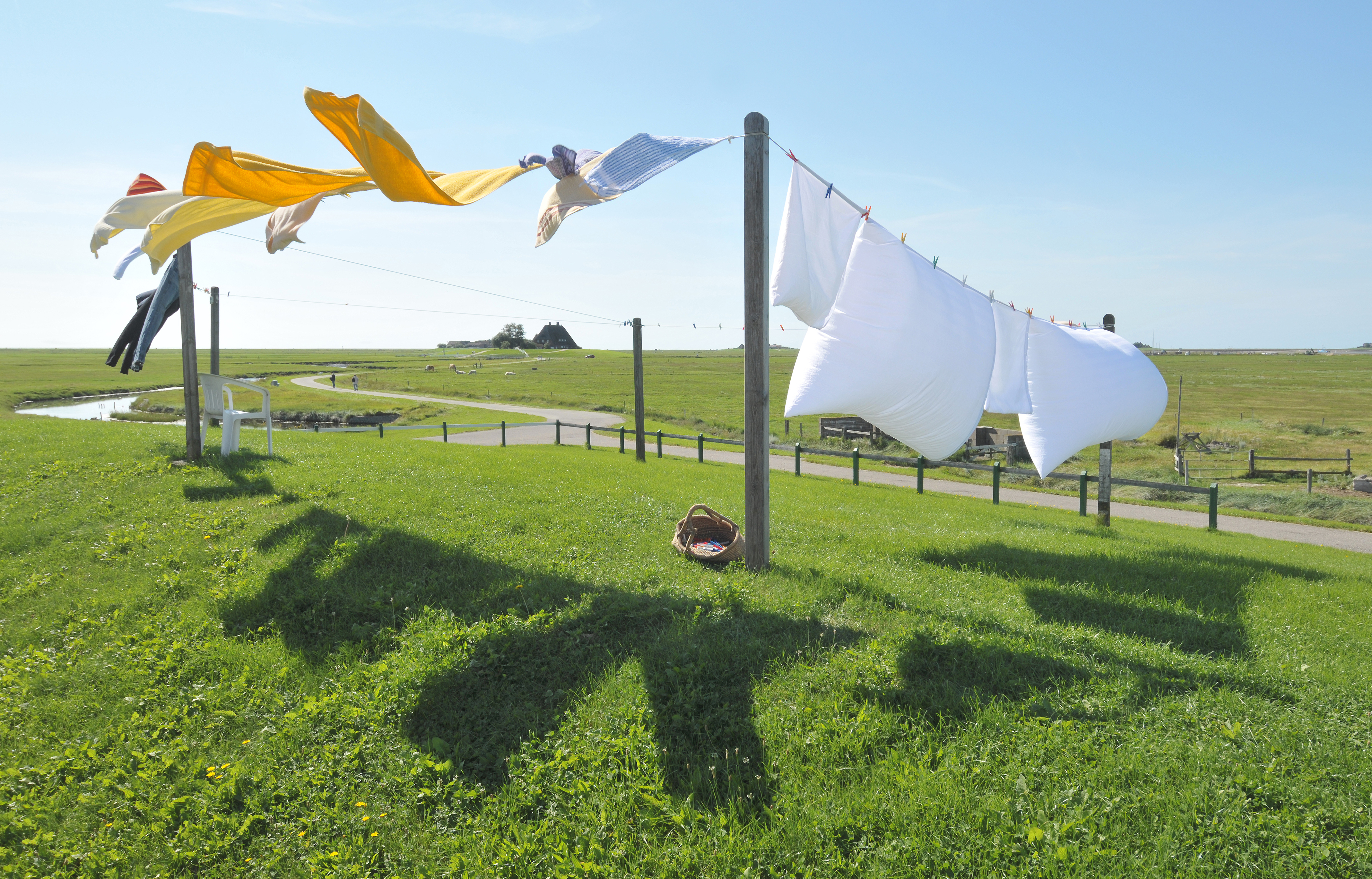
Wäscheleine auf der Hallig Hooge.

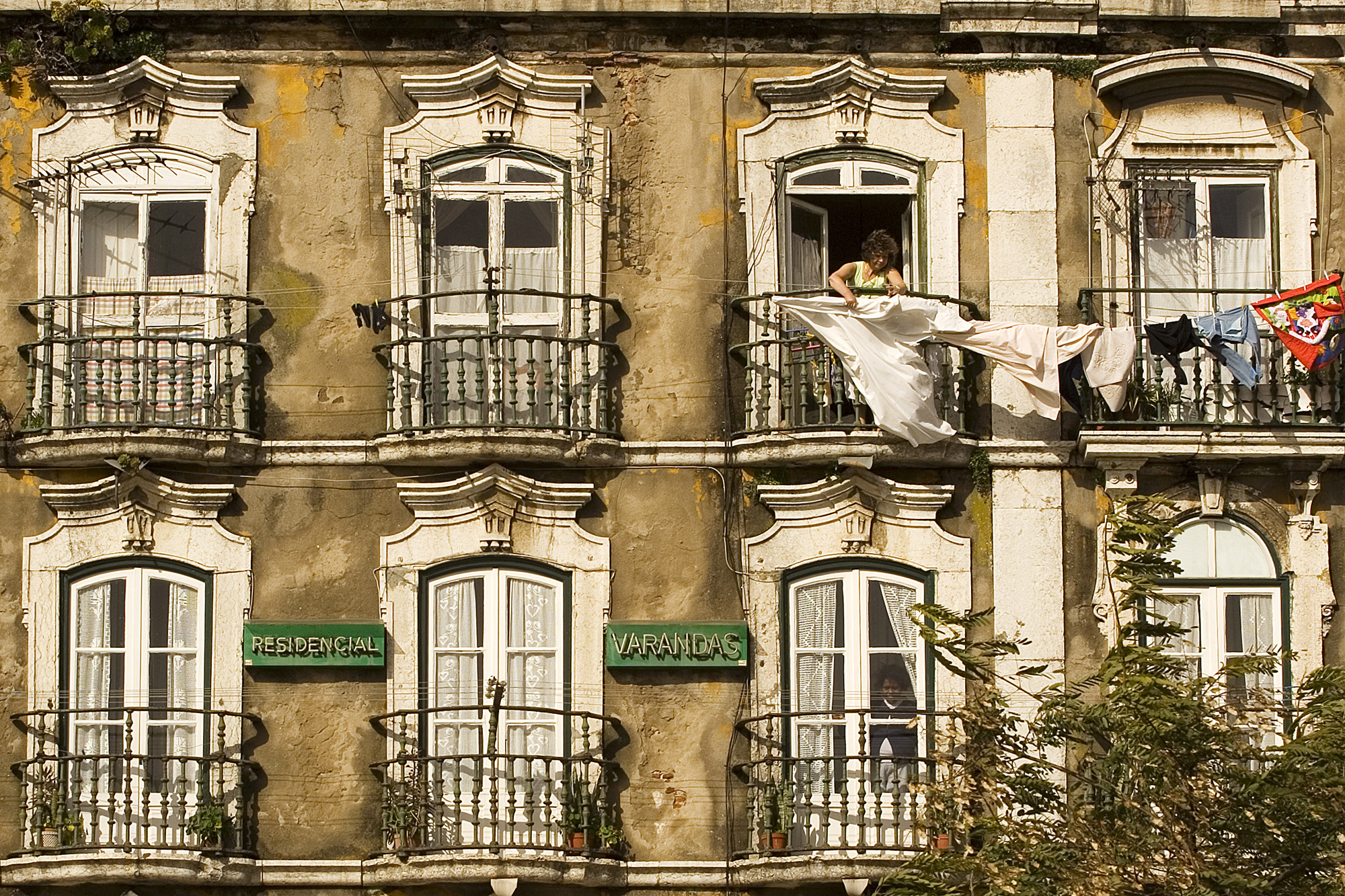
Hochwäscheleine mit Rollen an Balkonen in Lissabon

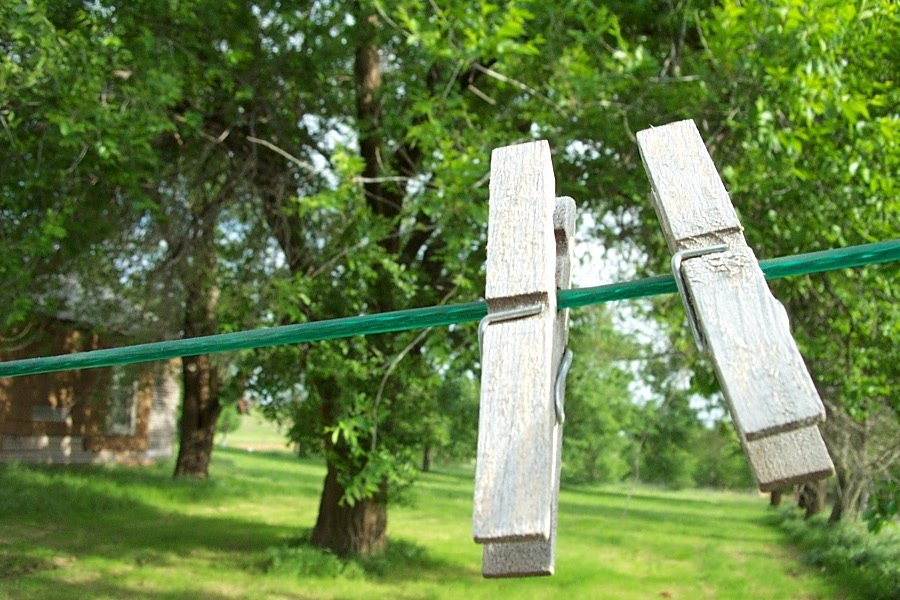
Wäscheklammern an einer Wäscheleine

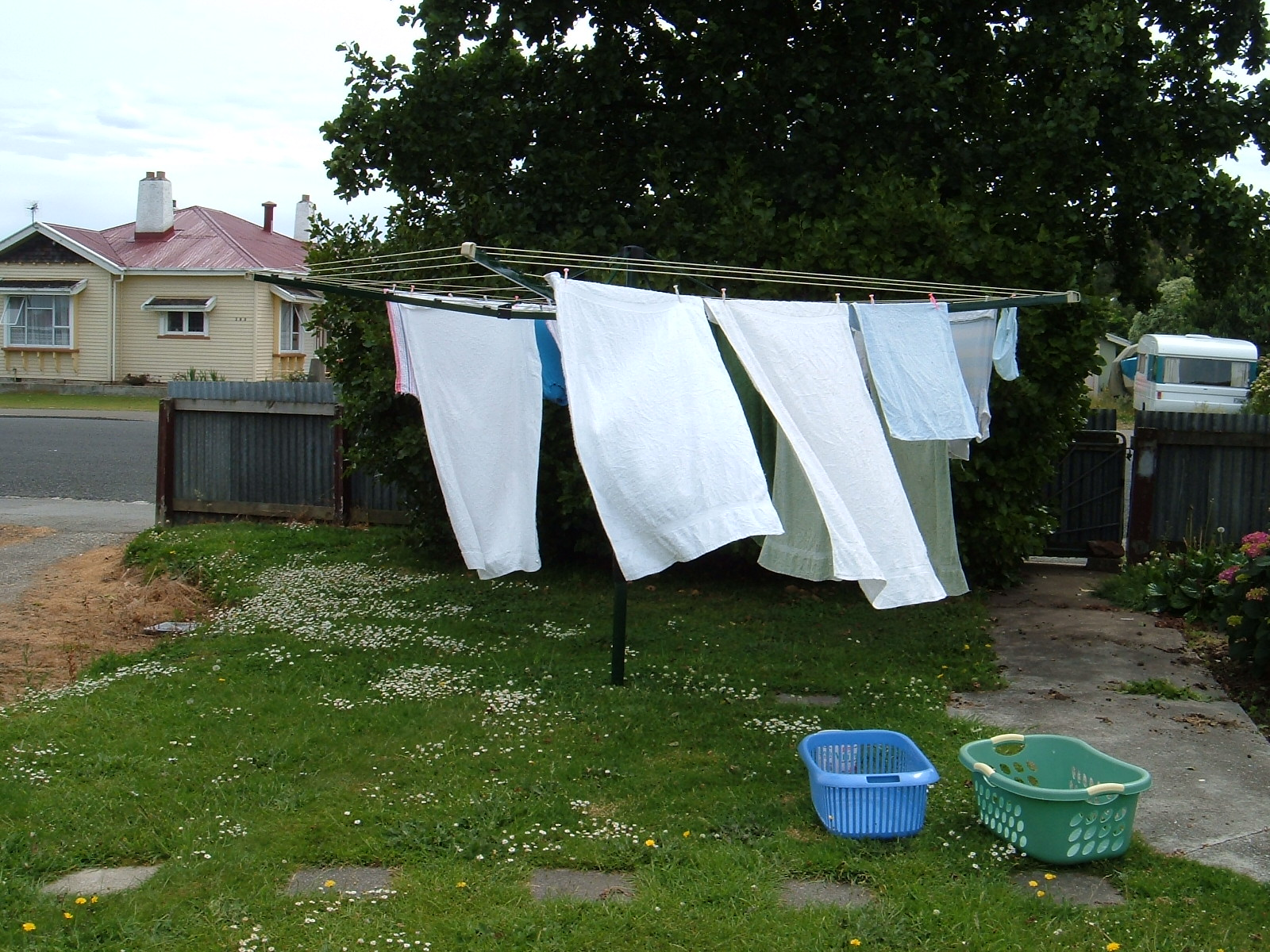
Wäschespinne

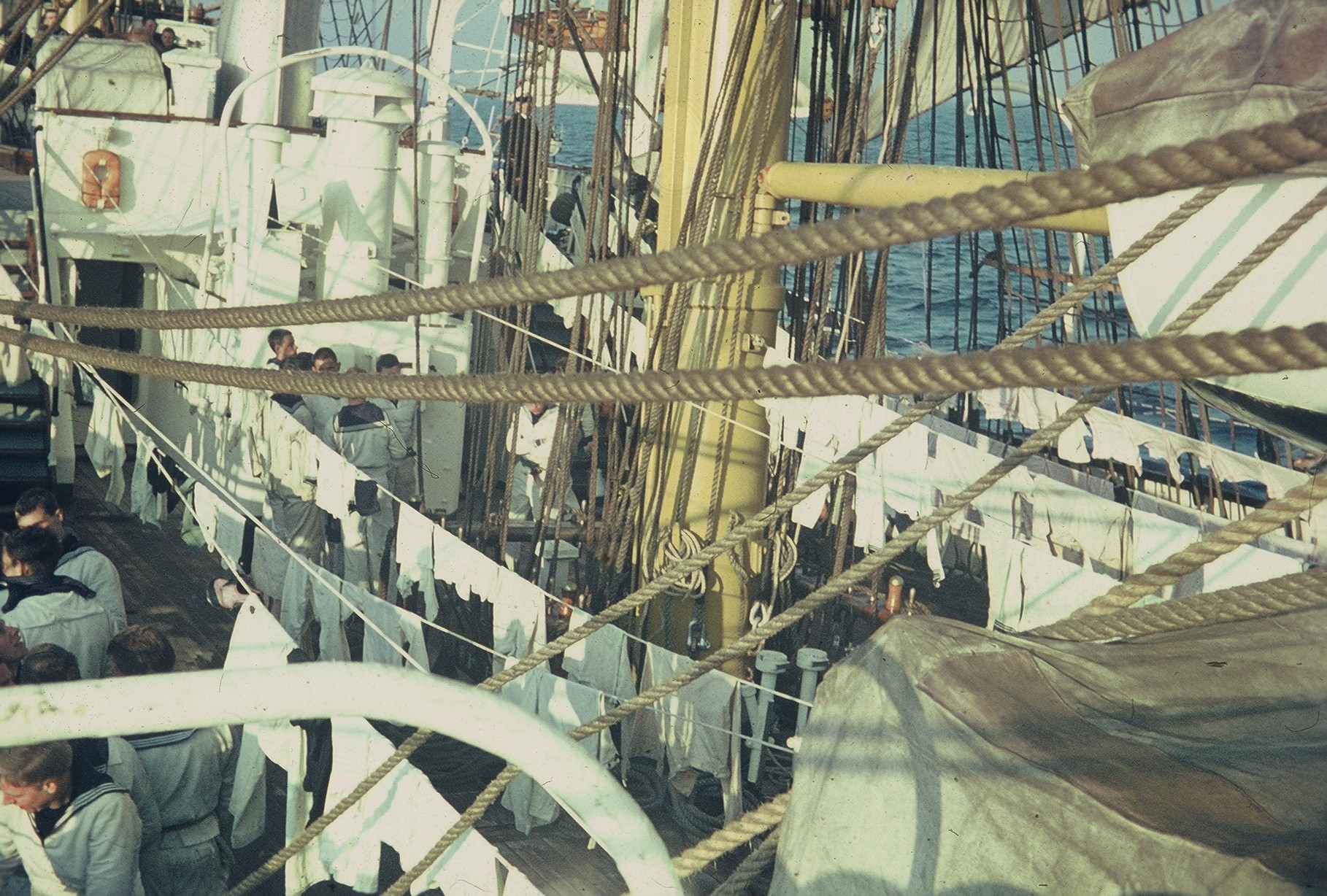
Wäschetrocknen auf der Gorch Fock (1968)

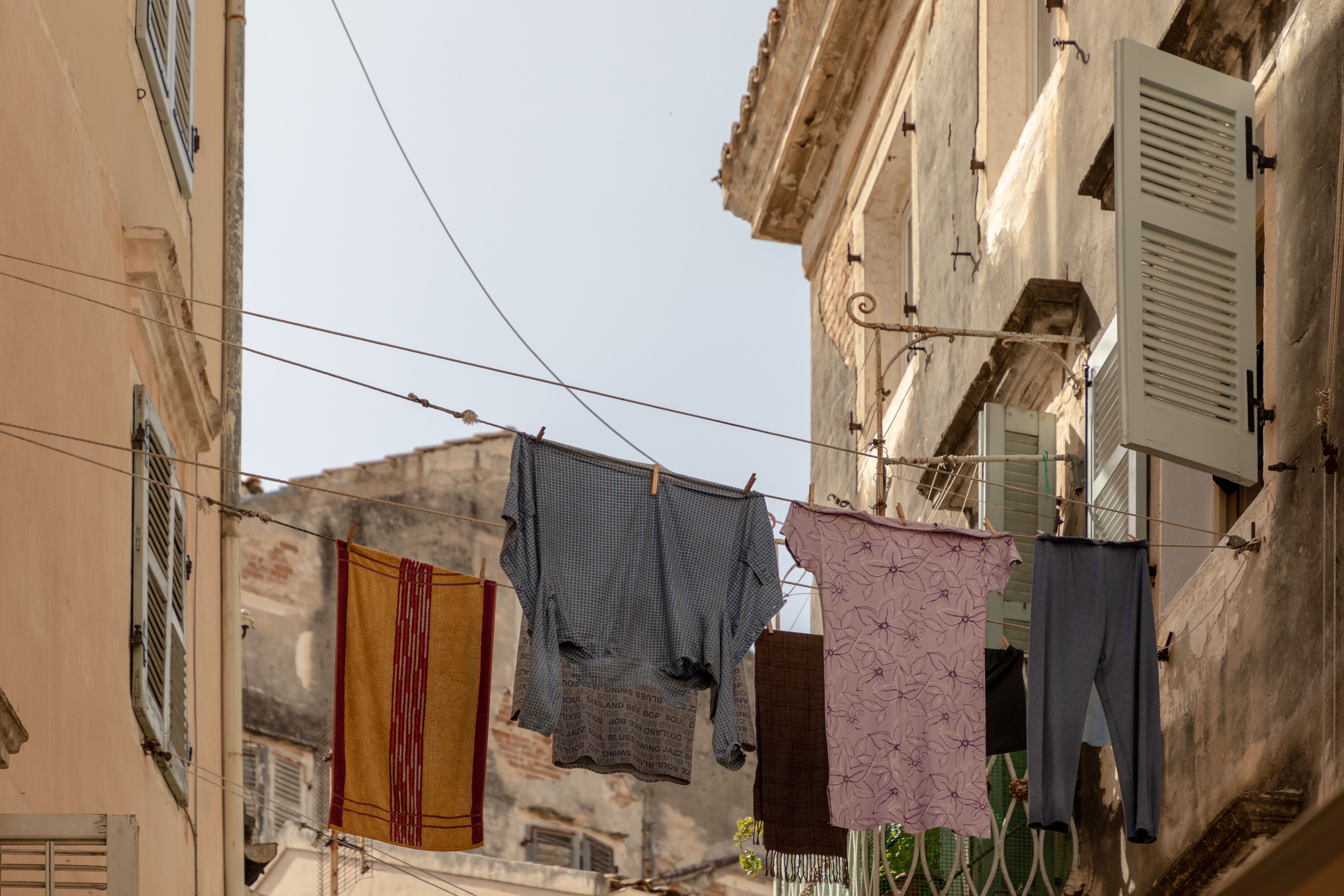
In der Altstadt von Korfu

Eine Wäscheleine ist ein Seil, an dem Wäsche – häufig mit Wäscheklammern – zum Trocknen aufgehängt werden kann.
Wäscheleinen können im Freien, auf Balkonen oder Terrassen angebracht werden. Bei Wäschetrocknung im Haus werden Wäscheleinen überwiegend in Räumen installiert, in denen durch die auftretende Feuchtigkeit möglichst keine Schäden entstehen, zum Beispiel Badezimmer. Als Befestigungspunkte für Wäscheleinen werden in Wänden montierte Haken (für Innen- und Außenmontage), Bäume oder Pfosten verwendet. Bei der Außenmontage werden die Leinen in etwa 1,50 Meter bis 2 Meter Höhe angebracht, um eine Verschmutzung der zum Trocknen aufgehängten Wäsche infolge von Bodenberührung zu vermeiden.

## Materialien
Üblich sind drei Varianten: Gummiummantel mit Polypropylenkern, Gummiummantel mit Stahlkern oder Sisal-Wäscheleinen.
Die einzelnen Materialien weisen folgende Vor- und Nachteile auf:
Sisal
Naturfaser, kompostierbar, optisch möglicherweise reizvoll. Bei Verwendung im Freien muss die Leine nach Gebrauch abgenommen werden, da sie sonst zu schnell verrottet.
Gummimantel + Polypropylenkern
preiswerteste Variante, optisch kein Unterschied zu Stahlkern, allerdings bei gleichem Kerndurchmesser geringer belastbar aufgrund der geringeren Zugfestigkeit von Polypropylen relativ zu Stahl. Weitere Nachteile gegenüber Stahl, insbesondere bei Verwendung im Freien außer Haus: Polypropylen verliert bei niedrigen Temperaturen (ab ca. 8 °C) seine Dehnbarkeit und versprödet auch durch Feuchtigkeit (Rissgefahr).
Gummimantel + Stahlkern
dauerhaft sehr belastbar und dehnbar, für draußen sehr gut geeignet. Jedoch versprödet auch hier der vor Korrosion schützende Gummimantel.
Manchmal wird als Ersatzmaterial für Wäscheleinen auch mit Kunststoff ummantelter Draht benutzt der eigentlich für eine Verwendung im Zaunbau gedacht ist. Dieses Material ist zwar sehr haltbar, jedoch schwerer straff zu spannen, meist sind hierfür spezielle Drahtspanner nötig. Auch ist es wichtig, dass die Kunststoffbeschichtung nicht beschädigt wird, da der rostende Draht sonst Flecken auf der Wäsche hinterlässt.

## Installationsmöglichkeiten
Eine besondere Art der Wäschetrocknung mittels Leinen stellt die Hochwäscheleine dar. Sie besteht aus einem Seil, welches mit zwei Rollen an zwei hochgelegenen Befestigungspunkten installiert ist und von Fenstern oder Balkonen in Obergeschossen aus zugänglich ist. An einem der Befestigungspunkte werden durch manuelle Zugkraft die aufhängende Wäschestücke vom Aufhängungspunkt weg- oder hinbewegt. Vor allem in südeuropäischen Ländern wie z. B. Italien wurden solche Leinen oft in engen Altstadtgassen zwischen gegenüberliegenden Häusern aufgespannt, so dass die trocknende Wäsche zum typischen Stadtbild gehörte, wie es auch in Gemälden oft dargestellt wird.
Andere gebräuchliche Formen der Leinenbefestigung sind Wäscheleinen an Klappgestellen wie dem Wäscheständer. Diese werden hauptsächlich in Gebäuden, aber auch auf Balkonen und Terrassen verwendet.
Im Freien kommen auch demontierbare, drehbare Klappgestelle (Wäschespinnen) mit Wäscheleinen zum Einsatz.

## Gesellschaftliches
In Deutschland gehörten und gehören Wäscheleinen häufig zur Ausstattung von Mehrfamilienhäusern. Neben der Außenanlage waren früher auch Dachböden übliche Anbringungsorte, seit jedoch viele Dachgeschosse zu Wohnzwecken ausgebaut wurden, ist diese Möglichkeit häufig verschwunden. Bei den früheren Dächern ohne Wärmedämmung war zudem meist für eine ausreichende Lüftung des Dachbodens gesorgt, bei der heute üblichen Dämmung muss sie durch Öffnen von Fenstern o. Ä. sichergestellt werden. In neueren Häusern sind oft auch Kellerräume, die als Waschküche dienen, mit Wäscheleinen ausgestattet.
In einigen Regionen der Vereinigten Staaten, zum Beispiel in Kalifornien, sind Wäscheleinen nicht gerne in Wohngebieten gesehen, da man sie in der Regel mit Armut verbindet und sich manche durch den Anblick fremder Wäschestücke einschließlich Unterwäsche gestört fühlen; vielerorts bestehen Verbote gegen (öffentlich sichtbare) Wäscheleinen. Die Menschen trocknen die Wäsche dort in der Regel nur mit einem Wäschetrockner.
Oktober 2015 wurde in Kalifornien nach Engagement der demokratischen Abgeordnete Patty López ein Gesetz beschlossen, das Hausbesitzervereinen das Recht abspricht, Wäscheleinen zu verbieten. In vielen der über 35.000 Häusersiedlungen widersprach das Aufhängen von Wäsche auf Balkonen und in Gärten dem Schönheitsempfinden von Siedlungen und konnte ein Kündigungsgrund sein. Damit unterstützen nun schon 7 Bundesstaaten der USA per Gesetz die billigere, umweltfreundliche und hygienische Alternative zum elektrischen Wäschetrockner.